# Бебедору (Сан-Паулу)
Бебедору (порт. Bebedouro) — муниципалитет в Бразилии, входит в штат Сан-Паулу. Составная часть мезорегиона Рибейран-Прету. Входит в экономико-статистический микрорегион Жаботикабал. Население составляет 74 830 человек на 2007 год. Занимает площадь 682,511 км². Плотность населения — 117,3 чел./км².

## История
Город основан 3 мая 1884 года.

## Статистика
- Валовой внутренний продукт на 2005 составляет 1 762 061 020,00 реалов (данные: Бразильский институт географии и статистики).
- Валовой внутренний продукт на душу населения на 2005 составляет 22 238,98 реала (данные: Бразильский институт географии и статистики).
- Индекс развития человеческого потенциала на 2000 составляет 0,819 (данные: Программа развития ООН).

## География
Климат местности: тропический. В соответствии с классификацией Кёппена, климат относится к категории Aw.